# Ary Borges
Ariadina Alves Borges (São Luís, 28 de dezembro de 1999), mais conhecida como Ary Borges, é uma futebolista brasileira, que atua como meio-campista. Atualmente joga pelo Racing Louisville e pela Seleção Brasileira.
Em sua primeira Copa do Mundo Feminina, na primeira rodada da Copa do Mundo Feminina de 2023, Ary Borges fez 3 gols e deu uma assistência contra o Panamá Feminino na vitória do Brasil Feminino por 4–0, sendo a quarta brasileira a marcar um triplete na Copa do Mundo depois de  Sissi, Pretinha e Cristiane.

## Carreira
Ary nasceu em São Luís, capital do Maranhão, onde foi criada com a avó. Começou a jogar futebol aos seis anos, incentivada pelo tio, Gabriel, que cuidava de um campo. Aos dez anos, mudou-se para São Paulo para morar com os pais.

### Centro Olímpico
Seu pai a levou para fazer testes no Santos junto com meninos, na Vila Mariana. Ficou entre os Meninos da Vila por um ano. Depois, passou a treinar com outras meninas no Centro Olímpico, onde atuou nas categorias de base, ingressando no sub-15 com apenas 11 anos, e fez sua estreia no profissional, em 2015.

### Sport
Em 2017, foi contratada pelo Sport Recife por indicação de um ex-treinador de seu antigo clube. Jogou 10 partidas e marcou um gol pela equipe no Campeonato Brasileiro Feminino, na campanha que culminou com a equipe pernambucana terminando na quinta colocação de seu grupo, sendo eliminada nos critérios de desempate pelo Osasco Audax Feminino. Após o fim do campeonato nacional, o Sport de Ary foi campeão do Campeonato Pernambucano Feminino, sendo esse o primeiro título dela como jogadora profissional.
Em 2018, mesmo após mais uma campanha regular do Sport Campeonato Brasileiro, Ary Borges obteve grande destaque na competição, disputando todos os 14 jogos da equipe e marcando cinco gols. Após o fim da competição, o Sport disputou e foi novamente campeão do Campeonato Pernambucano.

### São Paulo
Em 2019, após boas atuações pelo Sport, Ary foi contratada pelo São Paulo, se tornando a número 10 da equipe, além de ser a capitã do time. Na disputado Campeonato Brasileiro Série A2, Ary Borges disputou onze das treze partidas da equipe tricolor na competição, onde marcou dois gols na campanha que culminou no título da equipe e no acesso para a Campeonato Brasileiro de 2020. Na Copa Paulista, o São Paulo de Ary chegou até a final, onde foi derrotado pelo Palmeiras. Durante o Campeonato Paulista, Ary Borges fez mais um ótimo campeonato com o São Paulo, disputando 18 partidas e marcando dois gols, a equipe paulista chegou em mais uma final e novamente perdeu o título, desta vez para o Corinthians.

### Palmeiras
Em 2020, foi contratada pelo Palmeiras devido boas apresentações com a camisa do São Paulo no ano anterior, e principalmente pela campanha do título do Brasileiro Feminino Série A2, no entanto, sua saída não foi amigável, pois o clube quis renovar seu contrato, porém, sua empresária não achou os valores oferecidos justos. Pela equipe palmeirense, Ary Borges atuou em 21 partidas entre o Campeonato Brasileiro e o Campeonato Paulista, marcou nove gols e ajudou o Palmeiras a chegar na semifinal das duas competições, onde foi eliminada pelo Corinthians em ambos os torneios.
Em 2021, ajudou a equipe palmeirense a chegar até a final do Campeonato Brasileiro, que foi vencido pelo Corinthians. No Campeonato Paulista, o Palmeiras de Ary não passou da primeira fase da competição, ela disputou 10 partidas e marcou três gols. Na Copa Paulista, Ary Borges foi a artilheira da competição com três e ajudou o Palmeiras na conquista do título, seu primeiro pelo clube alviverde.
O ano de 2022 foi o mais vitorioso em termos de títulos e de números de Ary Borges, na primeira competição da temporada, o Palmeiras foi eliminado na primeira fase da Supercopa do Brasil pelo Corinthians. No Campeonato Brasileiro, mais uma vez Ary Borges teve grande destaque, disputou 12 partidas e marcou cinco gols, porém, o Palmeiras foi novamente eliminado pelo Corinthians na semifinal da competição. Pela Copa Libertadores da América, Ary Borges disputou todas as partidas da competição, marcou três gols ao todo e ajudou na conquista inédita da Libertadores do Palmeiras, marcando um dos gols na final contra o Boca Juniors. Após a conquista da Libertadores, Ary Borges ainda ajudou o Palmeiras a conquistar o Campeonato Paulista após vencer o Santos e marcar mais uma vez em uma final.
Após campanhas muito regulares em 2020 e 2021 e ótima temporada em 2022 com 32 partidas disputadas, 18 gols marcados e dois títulos conquistados, Ary Borges acertou sua transferência em 23 de dezembro para o Racing Louisville dos Estados Unidos que disputa a National Women's Soccer League.

### Racing Louisville
Em 2023, Ary Borges fez sua estreia pelo Racing Louisville contra o Houston Dash na National Women's Soccer League em 26 de março em um empate sem gols. Durante a temporada, Ary Borges realizou 23 partidas com a camisa do Racing Louisville e marcou dois gols.
2024 foi um ano desafiador na carreira de Ary Borges, ela atuou em apenas 14 jogos da temporada e marcou um gol, o baixo número de jogos se dá pela lesão sofrida no menisco, que precisou de operação.

## Seleção Brasileira

### Sub-20
Em 2018, ela se tornou uma jogadora importante para o Brasil na oitava edição do Campeonato Sul-Americano Sub-20, se sagrando campeã da competição com a seleção, além de estar no elenco que participou da Copa do Mundo Sub-20 no mesmo ano. Ary Borges atuou em seis jogos entre as competições e marcou dois gols.

### Principal
Ary Borges estreou na seleção principal  em 17 de setembro de 2021 na vitória por 3 a 1 contra a Argentina em um amistoso realizado no estádio Amigão em Campina Grande na Paraíba, ela substituiu Debinha aos 18 minutos do segundo tempo. Ary marcou seus dois primeiros gols na vitória por 6 a 1 sobre a Índia no Torneio Internacional de Manaus que foi realizado no mesmo ano, partida essa que marcou a despedida de Formiga dos gramados.
Ary foi campeã da Copa América 2022 disputada na Colômbia, fazendo dois gols na campanha do título.
Ary foi titular na Finalíssima de 2023, perdida para a Inglaterra por 3 a 5 nos pênaltis.
Pia Sundhage a convocou para a Copa do Mundo 2023. Fez história ao se tornar a primeira brasileira estreante em Copa do Mundo a marcar três gols no jogo de abertura da seleção. O hat-trick foi feito na partida contra o Panamá, disputa que marcou o início da trajetória do Brasil na Copa da Austrália e Nova Zelândia 2023.
Em 2024, após ter passado por uma operação no menisco Ary só tinha jogado três partidas até junho, e acabaria não sendo convocada para os Jogos Olímpicos de Verão de 2024.

## Títulos
Sport
- Campeonato Pernambucano: 2017, 2018

São Paulo
- Campeonato Brasileiro - Série A2: 2019

Palmeiras
- Copa Paulista: 2021
- Copa Libertadores da América: 2022
- Campeonato Paulista: 2022

Seleção Brasileira
- Campeonato Sul-Americano Sub-20: 2018
- Torneio Internacional de Futebol Feminino: 2021[30]
- Copa América: 2022[25]

## Prêmios individuais
São Paulo
- Seleção do Campeonato Paulista: 2019[31]

Palmeiras
- Seleção do Campeonato Paulista: 2020[32]
- Seleção do Campeonato Brasileiro: 2022[33]
- Seleção da Copa Libertadores da América: 2022[34]